# Ț

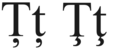
T-komma en T-cedille

Ț (hoofdletter: Ț, kleine letter: ț) (t-komma, t-virgule) is een letter uit het Roemeense alfabet, die de stemloze alveolaire affricaat /ʦ/ weergeeft (zoals ts in tsunami).
In 1999 werd de Ț opgenomen in Unicode 3.0 op verzoek van de Roemeense standaardisatieorganisatie, maar veel oudere computers hebben (nog) geen lettertypen die hiermee compatibel zijn. Om die reden wordt in Roemeense digitale teksten vaak de Ţ (T-cedille) gebruikt in plaats van de Ț. Opmerkelijk is dat de T-cedille in geen enkele taal voorkomt. Windows XP ondersteunt de t-komma niet goed (latere Windows-versies wél), maar het is mogelijk om een update te installeren die deze letter toevoegt aan de XP-fonts Times New Roman, Arial, Trebuchet en Verdana.
De Unicode-codes voor Ț en ț zijn respectievelijk U+021A en U+021B.